# Vojenský hřbitov (České Budějovice)
Vojenský hřbitov v Českých Budějovicích je zaniklý hřbitov, který se nacházel jižním směrem od centra Českých Budějovic v ulici Plavská, poblíž železniční zastávky České Budějovice jižní zastávka. Jeho celková výměra dosahovala 1345 m².

## Historie
Hřbitov roku 1797 založila městská rada za souhlasu vojenské správy. Hřbitov s křížem uprostřed byl vysvěcen 29. června 1797 v půl páté odpoledne. Při vzniku měl 220 hrobových míst, ve kterých bylo pohřbeno větší množství vojáků a důstojníků armád Rakouského císařství, Rakousko-Uherské monarchie, Československa, Vládního vojska, Německé branné moci, Rudé armády a Československé lidové armády.  Na hřbitově se nacházela i barokní socha Panny Marie z roku 1727.

### Pohřbení
Mezi nejvýznamnější pohřbené patřil generálmajor Karl, baron von Faching († 1826). Výjimečně byly na hřbitov uloženy i manželky důstojníků, jmenovitě se ví pouze o Eleonoře Widekové († 1891).
Začátkem 20. století byl hřbitov již plně obsazen, což vedlo ke zřízení vojenského oddělení na hřbitově sv. Otýlie. Přesto bylo v meziválečném období pohřbeno 68 vojáků a další během druhé světové války. Poslední pohřeb proběhl 26. května 1950.

### Po roce 1948
Hřbitov zanikl roku 1957 při výstavbě kasáren Pohraniční stráže, kdy byly odstraněny tři obvodové zdi, centrální kříž a náhrobky. K exhumaci ostatků pohřbených vojáků nedošlo. Došlo k zarovnání terénu hřbitova a později k parkové úpravě.
Po roce 2001 došlo k odstranění poslední část původní obvodové zdi. Zaniklou obvodovou zeď připomínají staré vzrostlé stromy.

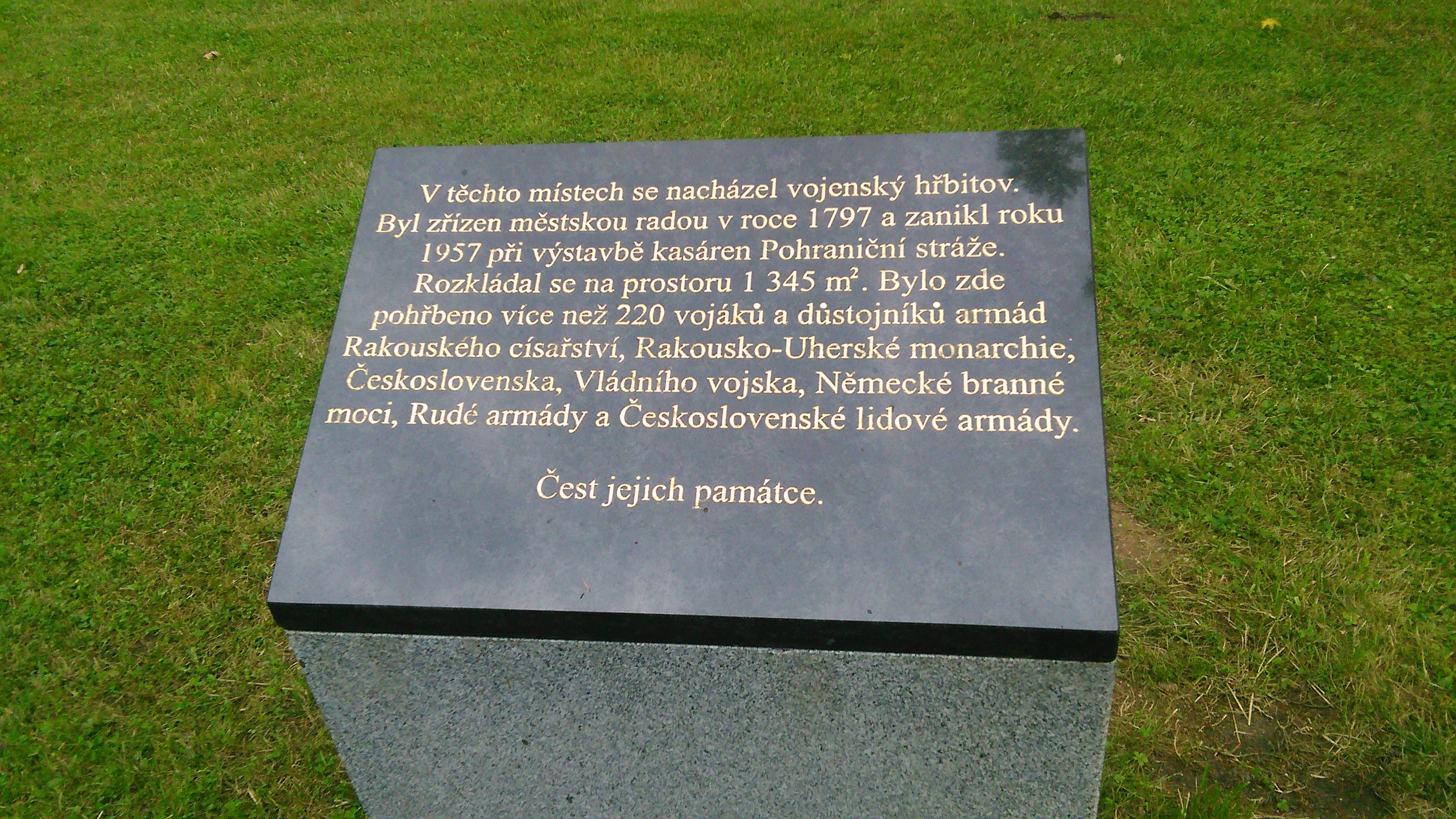
pamětní deska

V roce 2018 byla na místě hřbitova odhalena pamětní deska.